# Dicranomyia (Neolimnobia) muscosa
Dicranomyia (Neolimnobia) muscosa is een tweevleugelige uit de familie steltmuggen (Limoniidae). De soort komt voor in het Neotropisch gebied.